# Verordnung (EU) Nr. 1169/2011 (Lebensmittel-Informationsverordnung)
Die Lebensmittel-Informationsverordnung (LMIV) beschlossen am 25. Oktober 2011 als Verordnung (EU) Nr. 1169/2011 regelt in der Europäischen Union (EU) die Kennzeichnung von Lebensmitteln. Der erste Entwurf stammt vom 31. Januar 2008. Das Europäische Parlament nahm am 6. Juli 2011 den Vorschlag (KOM/2008/0040) an. Ein Addendum stammt vom 16. September 2011,
ein weiteres vom 18. November 2011. Sie gilt seit dem 13. Dezember 2014 verbindlich in allen Mitgliedstaaten der EU.
Die LMIV gilt für Lebensmittelunternehmer auf allen Stufen der Lebensmittelkette, sofern deren Tätigkeiten die Bereitstellung von Information über Lebensmittel an die Verbraucher betreffen. Sie gilt insbesondere für alle Lebensmittel, die für den Endverbraucher bestimmt sind, einschließlich Lebensmitteln, die von Anbietern von Gemeinschaftsverpflegung abgegeben werden sowie für Lebensmittel, die für die Lieferung an Anbieter von Gemeinschaftsverpflegung bestimmt sind. Diese Verordnung gilt auch für durch Verkehrsunternehmen erbrachte Verpflegungsdienstleistungen (Catering), wenn der Abfahrtsort innerhalb der Hoheitsgebiete der Mitgliedstaaten liegt.

## Überblick
Kapitel I bestimmt Gegenstand, Anwendungsbereich (Art. 1) und grundlegende Rechtsbegriffe (Art. 2) der Verordnung. Als Ziele nennt Artikel 3 Abs. 1:

„Die Bereitstellung von Informationen über Lebensmittel dient einem umfassenden Schutz der Gesundheit und Interessen der Verbraucher, indem Endverbrauchern eine Grundlage für eine fundierte Wahl und die sichere Verwendung von Lebensmitteln unter besonderer Berücksichtigung von gesundheitlichen, wirtschaftlichen, umweltbezogenen, sozialen und ethischen Gesichtspunkten geboten wird.“

Kap. III fordert zunächst, dass jedem Lebensmittel, das an Endverbraucher oder Anbieter von Gemeinschaftsverpflegung geliefert werden soll, Informationen über es beizufügen sind (Art. 6), und stellt Grundsätze zur Lauterkeit der Informationspraxis (Art. 7) und zur Verantwortlichkeit des Lebensmittelunternehmers oder -importeurs auf (Art. 8). In Kap. IV (Art. 9–35) sind die verpflichtenden Informationen über Lebensmittel detailliert angegeben (Einzelheiten siehe unten). Die LMIV schließt mit Kap. V – Freiwillige Informationen über Lebensmittel (Art. 36–37), Kap. VI – Einzelstaatliche Vorschriften (Art. 38–45) und Kap. VII – Durchführungs-, Änderungs- und Schlussbestimmungen (Art. 46–55).

## Verpflichtende Information über Lebensmittel

### Grundsätze
Die Verordnung nennt drei Hauptkategorien von verpflichtenden Lebensmittelinformationen, nämlich solche:
1. zu Identität und Zusammensetzung, Eigenschaften oder sonstigen Merkmalen des Lebensmittels,
2. zum Schutz der Gesundheit der Verbraucher und zur sicheren Verwendung eines Lebensmittels, also insbesondere
  1. zu einer Zusammensetzung, die für die Gesundheit bestimmter Gruppen von Verbrauchern schädlich sein könnte,
  2. zur Haltbarkeit, Lagerung und sicherer Verwendung des Lebensmittels und
  3. zu den Auswirkungen auf die Gesundheit, insbesondere zu den Risiken und Folgen eines schädlichen und gefährlichen Konsums von Lebensmitteln, sowie
3. zu ernährungsphysiologischen Eigenschaften, um den Verbraucher – auch bei besonderen Ernährungsbedürfnissen – zur fundierten Auswahl zu befähigen.

Entscheidend für die Verpflichtung zu einer Lebensmittelinformationen soll dabei sein
- das verbreitete, mehrheitliche Bedürfnis der Verbraucher, die sie für sich für erheblich halten, und
- ihr Nutzen, den sie nach allgemeiner Auffassung für den Verbraucher habe.[7]

Maßgeblich sind also weniger die naturwissenschaftliche Aussagekraft oder der objektiv messbare Nutzwert als eine Verkehrsauffassung und -erwartung aus Konsumentensicht.
Ein Serviervorschlag bezieht sich nicht auf die im Endprodukt enthaltenen Zutaten und fällt nicht unter die Lebensmittel-Informationsverordnung. Bei Lebensmitteln lassen sich weitere Informationspflichten als die in der Verordnung (EU) Nr. 1169/2011 verpflichtend genannten nicht ableiten.

### Verzeichnis
Die Kennzeichnung vorverpackter Lebensmittel muss folgende Angaben enthalten:
a) die Bezeichnung des Lebensmittels (wie früher nach LMKV die Verkehrsbezeichnung wie „Weizenmehl Type 550“).
b) das Verzeichnis der Zutaten, sofern aus mehr als einer bestehend,
c) die Zutaten und Hilfsstoffe (sowie deren Derivate) gemäß Anhang II, die Allergien und Unverträglichkeiten auslösen, in beispielsweise farblich oder in der Schriftart hervorgehobener Form, sofern sich diese Stoffe nicht bereits in der Bezeichnung a) genannt sind,
d) die Menge bestimmter (Klassen von) Zutaten,
e) die Nettofüllmenge,
f) das Mindesthaltbarkeitsdatum oder Verbrauchsdatum und bei Fleisch, einer Fleischzubereitung und einem Fischereierzeugnis, das eingefroren wurde, außerdem das Datum des (ersten) Einfrierens,
g) ggf. besondere Anweisungen für Aufbewahrung und/oder Verwendung,
h) Name oder Firma und die Anschrift des Lebensmittelunternehmers,
i) das Ursprungsland oder der Herkunftsort (falls nach Art. 26 vorgesehen),
j) eine Gebrauchsanleitung, sofern die angemessene Verwendung schwierig wäre,
k) die Angabe des Alkoholgehalts für Getränke mit mehr als 1,2 Vol.-% Alkohol sowie
l) seit 13. Dezember 2016 die Nährwertdeklaration, wobei Reste vorher hergestellter Bestände mit alter Kennzeichnung noch in Verkehr gebracht werden dürfen.
Ausnahmen von diesen Kennzeichnungspflichten gelten für Glasflaschen zur Wiederverwendung, die eine nicht entfernbare Aufschrift tragen, sowie für Verpackungen, deren größte Oberfläche weniger als 10 cm² beträgt; dann sind nur die Angaben a), c), e), f) und l) dieses Verzeichnisses Pflicht.
Die Mindestschriftgröße für alle  Angaben beträgt 1,2 mm – bezogen auf die Höhe des kleinen x. Werden bestimmte Zutaten auf der Verpackung durch Text oder Abbildungen hervorgehoben oder betont, muss ihre prozentuale Menge in der Zutatenliste (siehe d)) besonders gekennzeichnet werden, z. B. durch Fettdruck (Quid-Regelung).
Für nicht vorverpackte Lebensmittel (sogenannte OTC-Lebensmittel für „over the counter“ für „über den Ladentisch“) ist laut Art. 44 lediglich die sogenannte Allergen-Kennzeichnung (also c) des Verzeichnisses) verpflichtend, wozu die Mitgliedsstaaten aber zusätzliche nationale Vorschriften erlassen dürfen.

### Ausnahmen von der verpflichtenden Nährwertdeklaration

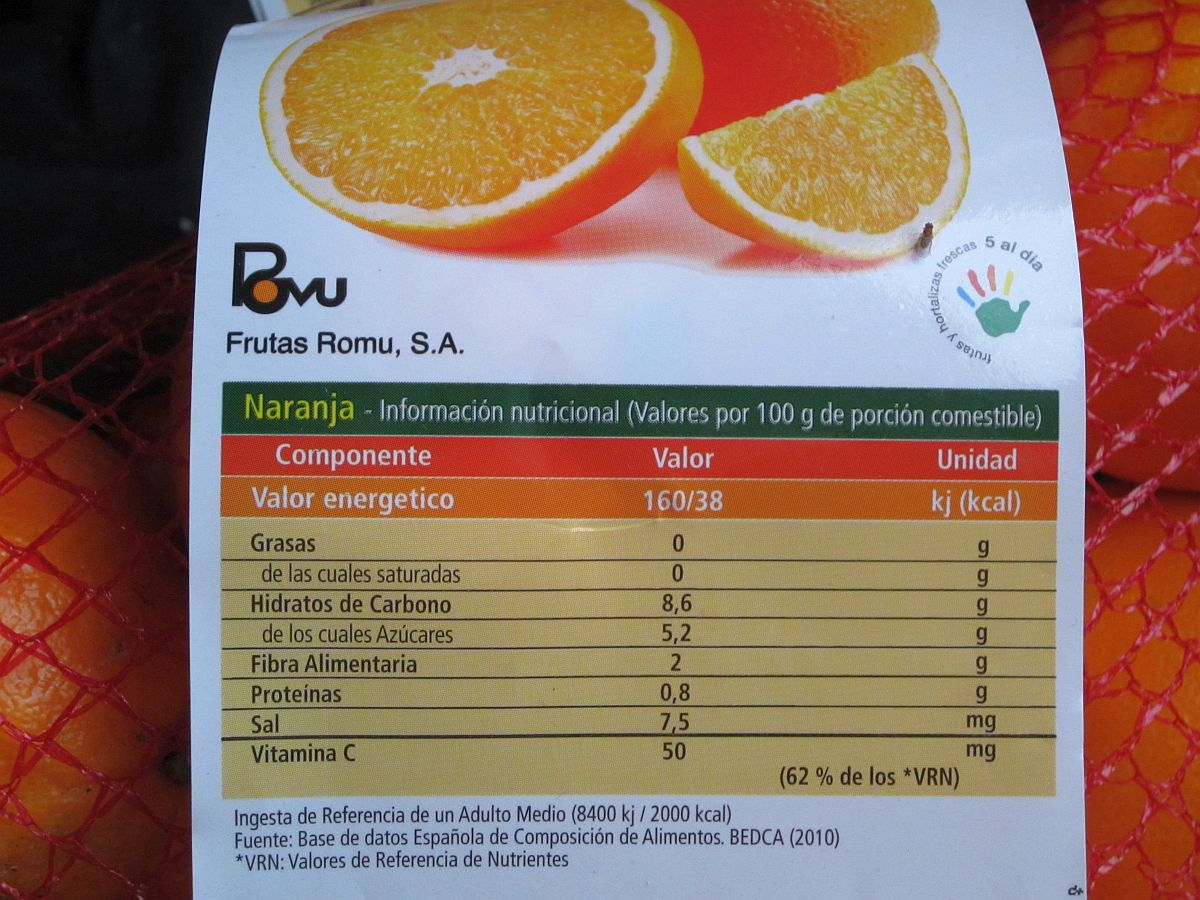
Freiwillige Nährwertangabe auf einem Netz unverarbeiteter Orangen

1. Unverarbeitete Erzeugnisse, die nur aus einer Zutat oder Zutatenklasse bestehen;
2. verarbeitete Erzeugnisse, die lediglich einer Reifungsbehandlung unterzogen wurden und die nur aus einer Zutat oder Zutatenklasse bestehen;
3. für den menschlichen Gebrauch bestimmtes Wasser, auch solches, dem lediglich Kohlendioxid und/oder Aromen zugesetzt wurden;
4. Kräuter, Gewürze oder Mischungen daraus;
5. Salz und Salzsubstitute;
6. Tafelsüßen;
7. Erzeugnisse im Sinne der Richtlinie 1999/4/EG des Europäischen Parlaments und des Rates vom 22. Februar 1999 über Kaffee- und Zichorien-Extrakte (1), ganze oder gemahlene Kaffeebohnen und ganze oder gemahlene entkoffeinierte Kaffeebohnen;
8. Kräuter- oder Früchtetees, Tee, entkoffeinierter Tee, Instant- oder löslicher Tee oder Teeextrakt, entkoffeinierter Instant- oder löslicher Tee oder Teeextrakt ohne Zusatz weiterer Zutaten als Aromen, die den Nährwert des Tees nicht verändern;
9. Gärungsessig und Essigersatz, auch solche, denen lediglich Aromen zugesetzt wurden;
10. Aromen;
11. Lebensmittelzusatzstoffe;
12. Verarbeitungshilfsstoffe;
13. Lebensmittelenzyme;
14. Gelatine;
15. Gelierhilfen für Konfitüre;
16. Hefe;
17. Kaugummi;
18. Lebensmittel in Verpackungen oder Behältnissen, deren größte Oberfläche weniger als 25 cm² beträgt;
19. Lebensmittel, einschließlich handwerklich hergestellter Lebensmittel, die direkt in kleinen Mengen von Erzeugnissen durch den Hersteller an den Endverbraucher oder an lokale Einzelhandelsgeschäfte abgegeben werden, die die Erzeugnisse unmittelbar an den Endverbraucher abgeben.

## Anhänge der LMIV
Die Anhänge der LMIV umfassen im Einzelnen:
1. Spezielle Begriffsbestimmungen (Anhang I),
2. Stoffe oder Erzeugnisse, die Allergien oder Unverträglichkeiten auslösen (Anhang II),
3. Lebensmittel, deren Kennzeichnung eine oder mehrere zusätzliche Angaben enthalten muss (Anhang III),
4. Definition der X-Höhe (Anhang IV),
5. Lebensmittel, die von der verpflichtenden Nährwertdeklaration ausgenommen sind (Anhang V),
6. Bezeichnung des Lebensmittels und spezielle zusätzliche Angaben (Anhang VI),
7. Angabe und Bezeichnung von Zutaten (Anhang VII),
8. Mengenmäßige Angabe von Zutaten (Anhang VIII),
9. Angabe der Nettofüllmenge (Anhang IX),
10. Mindesthaltbarkeitsdatum, Verbrauchsdatum, Datum des Einfrierens (Anhang X),
11. Sorten von Fleisch, für die die Angabe des Ursprungslandes oder des Herkunftsortes verpflichtend ist (Anhang XI),
12. Alkoholgehalt (Anhang XII),
13. Referenzmengen für die tägliche Zufuhr von Vitaminen, Mineralstoffen, Energie und ausgewählten Nährstoffen  (Anhang XIII),
14. Umrechnungsfaktoren für die Berechnung der Energie (Anhang XIV) sowie
15. Abfassung und Darstellung der Nährwertdeklaration (Anhang XV).

## Einzelstaatliche Vorschriften
Grundsätzlich ist ein Erlass oder eine Aufrechterhaltung einzelstaatlicher Vorschriften zu, von der Verordnung bereits behandelnden Aspekten, verboten. Es sei denn, dies ist nach dem Unionsrecht zulässig. Mitgliedstaaten dürfen Einzelverordnungen erlassen, soweit betroffene Aspekten nicht durch die Verordnung bereits behandelt wurden.
Dabei gilt für nach Unionsrecht zulässigen einzelstaatlichen Vorschriften: sie dürfen nicht den freien Warenverkehr behindern, unterbinden oder einschränken, indem eingeführte Vorschriften beispielsweise Lebensmittel aus anderen Mitgliedstaaten diskriminieren.
Mitgliedsstaaten können Vorschriften zu zusätzlich verpflichtenden Angaben machen. Also die bereits geregelten Vorschriften einzelstaatlich ergänzen. Eine Ergänzung muss aus mindestens einem der folgenden Gründe gerechtfertigt sein: Schutz der öffentlichen Gesundheit; Verbraucherschutz; Betrugsvorbeugung und Schutz von gewerblichen und kommerziellen Eigentumsrechten, Herkunftsbezeichnungen, eingetragenen Ursprungsbezeichnungen sowie vor unlauterem Wettbewerb.
Dabei ist zu beachten, dass eine Ursprungs- oder Herkunftslandkennzeichnung nur erlassen werden kann, wenn eine nachweisliche Verbindung zwischen bestimmten Qualitäten des Lebensmittels und seinem Ursprung oder seiner Herkunft besteht.
Ein geplanter Erlass einer neuen Rechtsvorschrift durch einen Mitgliedstaat muss mittels des Mitteilungsverfahrens beantragt werden. Der Mitgliedstaat muss die Kommission und die anderen Mitgliedstaaten, unter Angabe der Gründe, über den Erlass einer neuen Lebensmittelinformations-Vorschrift informieren. Der ständige Ausschuss für Lebensmittelkette und Tiergesundheit konsultiert daraufhin über die Zweckdienlichkeit der Vorschrift.

## Ausführung in Deutschland
Zunächst ergänzte die Vorläufige Lebensmittelinformations-Ergänzungsverordnung des Bundesministeriums für Ernährung und Landwirtschaft vom 28. November 2014 die in allen Mitgliedstaaten unmittelbar geltende EU-Verordnung. Sie und noch existierende Kennzeichnungsvorschriften ersetzte dann die Verordnung zur Anpassung nationaler Rechtsvorschriften an die Verordnung (EU) Nr. 1169/2011 betreffend die Information der Verbraucher über Lebensmittel am 13. Juli 2017 unter anderem mit der Lebensmittelinformations-Durchführungsverordnung – LMIDV.